# Wybój przygotowany
Wybój przygotowany – sposób ukształtowania dna cieku na stanowisku dolnym poniżej budowli piętrzącej w obrębie poszuru, polegający na wykonaniu lokalnego obniżenia dna o określonej długości i ukształtowaniu odcinków skośnych, które zapewnia wymuszenie w nurcie przepływającej wodny, w obrębie zagłębienia, wytworzenie się walca wodnego o poziomej osi obrotu. Taki zabieg techniczny ma na celu pochłonięcie energii przepływającej wody i w efekcie zabezpieczenie dna cieku przed rozmyciem poprzez uspokojenie przepływu burzliwego.
Wybój przygotowany wykonywany jest w obrębie umocnienia ciężkiego poszuru, obejmującego strefę pasywną rozpraszania energii. W tym zakresie umocnienie ciężkie wykonywane jest jako konstrukcja budowlana np. z prefabrykowanych płyt żelbetowych.
| 0,1 × L                      | 0,1 × L                   | 0,1 × L         | 0,1 × L                   | 0,1 × L                   | 0,1 × L         |
| ---------------------------- | ------------------------- | --------------- | ------------------------- | ------------------------- | --------------- |
| odcinek poziomy              | odcinek od nachyleniu 1:3 | odcinek poziomy | odcinek od nachyleniu 1:6 | odcinek od nachyleniu 1:6 | odcinek poziomy |
| L – długość niecki wypadowej |                           |                 |                           |                           |                 |